# Münsterhausen
Münsterhausen là một đô thị ở huyện Günzburg bang Bavaria thuộc nước Đức.